# Il delinquente delicato
Il delinquente delicato (The Delicate Delinquent) è un film del 1957 diretto da Don McGuire, con protagonista Jerry Lewis.
È il primo film dove il comico statunitense recita senza l'ex partner Dean Martin dal quale si era appena separato. Insieme avevano girato diciassette film.

## Trama
Sidney Pythias si arrangia con piccoli lavoretti nel condominio dove vive in un appartamento piccolissimo e scomodissimo. Mentre una sera svuota la pattumiera finisce nel mezzo di uno scontro tra bande rivali mandando a monte tale scontro. La polizia arresta i componenti delle bande e Sidney stesso perché scambiato per uno dei membri. Tutti vengono rilasciati ma un poliziotto nota l'atteggiamento patetico di Sidney che piange e chiede pietà prima di essere rilasciato, e il modo in cui Sidney ringrazia il commissario per il rilascio, aggrappandosi alla sua gamba. Il poliziotto inizia così a parlare a Sidney cercando di redimerlo fino a fargli prendere la decisione di diventare poliziotto. La cosa non è ben vista dai membri di una delle due bande che si sono scontrate all'inizio (Sidney è infatti amico dei membri di una di queste bande) ma Sidney continua per la sua strada. Egli è però molto imbranato e alle lezioni combina disastri. Riesce comunque a diventare un membro delle forze dell'ordine. In uno scontro tra poliziotti e la banda che ha minacciato Sidney, parte un colpo da una pistola che ferisce alla gamba uno dei ragazzi. Pare che sia stato sparato dalla pistola di Sidney. Il ferito, per vendicarsi del fatto che Sidney si è arruolato in polizia, afferma, anche se non è vero e lui lo sa, che il colpo lo ha effettivamente sparato Sidney. Ora lui è nei guai. Ma quando le cose sembrano precipitare un altro dei membri della banda confessa di aver preso lui la pistola di Sidney per venderla e aver sparato per sbaglio. Ora tutto è a posto e Sidney cerca di redimere gli amici della banda di teppisti.

## Produzione
Le riprese de Il delinquente delicato si svolsero dal 5 settembre al 12 ottobre 1956. Il soggetto del film si basa su un copione intitolato Damon and Pythias inspirato alla leggenda di Damone e Finzia. Darren McGavin fu scritturato per sostituire Dean Martin che avrebbe dovuto recitare la parte di un agente di polizia, ruolo che si rifiutò di interpretare, sancendo la fine della partnership Martin & Lewis. Anche se i crediti del film mostrano il 1956 come data del copyright, la pellicola venne distribuita l'anno successivo, pratica comune a Hollywood. Lewis, che produsse anche il film, interpreta il ruolo di un adolescente, anche se aveva già 30 anni all'epoca.